# Sainte-Colombe-de-la-Commanderie
Sainte-Colombe-de-la-Commanderie – miejscowość i gmina we Francji, w regionie Oksytania, w departamencie Pireneje Wschodnie.
Według danych na rok 1990 gminę zamieszkiwały 83 osoby, a gęstość zaludnienia wynosiła 18 osób/km² (wśród 1545 gmin Langwedocji-Roussillon Sainte-Colombe-de-la-Commanderie plasuje się na 818. miejscu pod względem liczby ludności, natomiast pod względem powierzchni na miejscu 1029.). 

## Zabytki
Zabytki na terenie gminy posiadające status monument historique:
- kościół Sainte-Colombe (Église Sainte-Colombe de Sainte-Colombe-de-la-Commanderie)